# Hércules I d'Este
Hércules I d'Este (em italiano:  Ercole I d'Este; 26 de outubro de 1431 — 15 de junho de 1505) foi Duque de Ferrara e Duque de Módena e Reggio de 1471 a 1505, pertencente à importante Casa de Este. Foi cognominado de Vento Norte e de o Diamante.

## Biografia
Hércules nasceu em Ferrara e era filho de Nicolau III (Nicolò III) d’Este e de Ricarda (Ricciarda) de Saluzzo. Os seus avós maternos eram Tomás III de Saluzzo e Margarida de Roussy.
Foi educado na corte de Afonso, rei de Aragão e Nápoles, de 1445 a 1460, onde estudou artes militares, cavalaria, adquirindo aí o gosto pela arquitectura all'antica e pelas belas artes, o que resultou ter-se tornado num dos mais significativos patronos da Renascença.
Em 1471, com o apoio da República de Veneza, tornou-se Duque com a morte de seu meio-irmão Borso, aproveitando-se da ausência do filho deste, Nicolau (Niccolò), em Mântua.
 Numa saída de Hércules de Ferrara, Nicolau veio a tentar um golpe que veio a ser esmagado. Nicolau e o seu primo Azzo foram decapitados em 4 de Setembro de 1476.
Hércules veio a casar com Leonor de Nápoles, também conhecida por Leonor de Aragão, filha de Fernando I de Nápoles, em 1473. A aliança dos Este com Nápoles veio a provar-se de grande importância.
Em 1482-1484 esteve envolvido numa Guerra com a República de Veneza, aliada ao Papa Sixto IV, um Della Rovere, que sempre procurou vingar-se de Hércules, a Guerra de Ferrara, originada pelo monopólio do sal. Hércules alcançou a paz com a cedência de Polesine, e Ferrara escapou à destruição ou à absorção pelos estados Pontifícios, embora a guerra tenha sido uma humilhação para Hércules, que esteve gravemente doente enquanto os exércitos sitiantes destruíam os bens dos Este nas redondezas. Após este episódio, permaneceu neutral durante as guerras de Itália (1494-1498), tentando melhorar as relações com o Papado. Foi com relutância que concordou no casamento de seu filho Afonso com Lucrécia Bórgia, filha do Papa Alexandre VI, um casamento que trouxe notáveis doações territoriais.
A sua acção subsequente como patrono das artes pode ser vista como compensação por anteriores reveses militares: significativamente, Hércules foi o único governante italiano a caracterizar-se a si próprio como divus nas moedas cunhadas, na linha dos imperadores romanos.
A escala e consistência da protecção dada por Hércules às artes tinha em parte um carácter político e era também uma afirmação cultural. Promoveu representações teatrais com cenários elaborados e intermezzi musicais, sendo das primeiras peças teatrais seculars em toda a Europa desde a Antiguidade sendo bem sucedido em montar acontecimentos musicais que durante muito tempo foram dos melhores na Europa, ofuscando até os da Capela do Vaticano.  Durante o século seguinte, Ferrara manteve o caráter de centro da música avant-garde com especial enfâse no lado secular.  Na história da música, Hércules foi um dos nobres italianos mais responsáveis por trazer músicos da escola Franco-Flamenga do norte da Europa para Itália. Os mais famosos compositores europeus ou trabalharam para ele, foram protegidos seus , ou dedicaram-lhe músicas, incluindo Alexandre Agricola, Jacob Obrecht, Heinrich Isaac, Adrian Willaert, e Josquin des Prez, cuja Missa Hercules dux Ferrariae não lhe é dedicada mas é baseada num tema criado a partir das sílabas do nome do Duque.

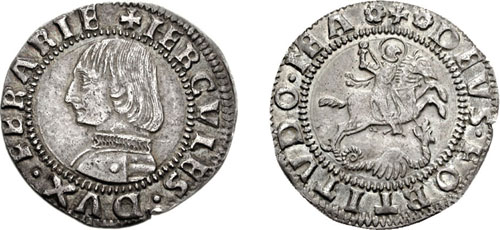
Grosso emitido sob Hércules I d'Este

Hércules é igualmente famoso como protector das artes, exprimindo uma atitude cultural consciente mas também para revestir de maior grandiosidade o seu novo título de Duque. O poeta Matteo Maria Boiardo foi feito seu ministro, e acolheu na sua corte o jovem Ludovico Ariosto, a quem protegeu.
Durante o governo de Hércules Ferrara tornou-se numa das cidades de referência da Europa, com um crescimento substancial com a Addizione Erculea  (em português:  adição herculeana), aproximadamente duplicando de dimensão, sob a orientação directa de Hércules, com o primeiro projecto urbanístico planeado e executado da Renascença. Para defende-la, ele expandiu as muralhas da cidade, contratando o arquitecto Biagio Rossetti para o trabalho. Muitos dos edifícios mais famosos de Ferrara datam do seu reinado.
Hércules era um admirador do reformador da Igreja Savonarola, também originário de Ferrara, pedindo os seus conselhos quer espirituais quer políticos. Aproximadamente uma dúzia de cartas trocadas entre os dois chegaram aos nossos dias. Hércules tentou que as autoridades eclesiásticas Florentinas libertassem Savonarola, embora não tenha sido bem sucedido; o monge reformista acabou por ser queimado em 1498.
Em 1503 ou 1504, Hércules solicitou ao compositor que acabara de contratar, Josquin des Prez, para escrever um testamento musical estruturado na meditação que Savonarola escrevera na prisão, Infelix ego. O resultado foi a obra Miserere, provavelmente tocada pela primeira vez durante a Semana Santa de 1504 e, possivelmente, terá sido o próprio duque a cantar a partitura de tenor.
Hércules morreu em 1505, sucedendo-lhe nos seus ducados o filho, Afonso I d'Este.

## Família e descendência
Hércules e Leonor tiveram seis filhos:
- Afonso (Alfonso), que sucedeu a seu pai com o título de Afonso I e que casou com Lucrécia Bórgia;
- Isabel (Isabella), que se veio a tornar uma das mais poderosas mulheres da Renascença;
- Beatriz (Beatrice) nascida em 1475, que veio a casar com Ludovico Sforza, Duque de Milão);
- Ferrante, feito prisioneiro por seu irmão Afonso em 1506, onde veio a morrer 34 anos mais tarde;
- Hipólito (Ippolito) (cardeal, comandante militar e patono das artes;
- Sigismundo (Sigismondo).

Hércules teve também 2 filhos ilegítimos:
- Lucrécia (Lucrezia) d’Este, nascida em 1477, casada com Aníbal II (Annibale II) Bentivoglio, Sr. de Bolonha.
- Giulio (Giulio) d’Este.